# Aziz Abazah
Azīz Abāzah (Minya al-Qamh, 13 agosto 1898 – 11 luglio 1973) è stato un poeta egiziano.
Può considerarsi appartenente alla corrente di Ahmad Shawqi per quanto riguarda la letteratura teatrale araba in versi.
Nelle sue opere ha messo in scena alcuni tra i più importanti personaggi storici e letterari della tradizione culturale islamica.

## Alcune opere
- an-Nasir («Il vincitore», 1949)
- Ghurūb aš-Šams («Il tramonto del sole», 1952)
- Awrāq al-Kharīf («Le foglie d'autunno», 1957)
- Zahrah («Zahra», 1969)